# 小安溪
小安溪，古称双石河、宴渡河、始龙溪，又称临渡河、单石溪，是中国长江流域重庆市内涪江右岸的一条河流，嘉陵江二级支流，干流发源于重庆永川区永荣镇白云寺村白龙洞，南向北经铜梁区于合川区注入涪江，长169千米，流域亦少量覆盖大足区，面积1724平方千米，天然落差167米，河口多年平均流量24.7立方米每秒，干流水能蕴藏量1.53万千瓦。

## 概况
小安溪流域位于东经105°39'至106°15'、北纬29°17'至29°59'，是四川盆地东部丘陵区川东褶皱带华蓥山背斜西南端，东西宽56千米，南北长77千米，河道蜿蜒曲折，河谷呈“V”字型，地貌以浅丘宽谷、中丘梯地、低山槽谷地貌为主，河岸多台地，岸高多在5至10米间。河流上游为源头永川区白龙洞至双石镇区间，在大涧口有另一从大足区双路街道发源的源流太平河从左岸汇入，区间长约32千米，河床陡窄；后双石镇至铜梁区旧县街道龙桥为中游，区间长约108千米，平均坡降约0.41‰，其间纳入左岸水口沟、右岸万寿沟、柳溪、左岸围龙沟、新隆沟等支流；其后至合川区的河口为下游，区间长约29千米，平均坡降约1.86‰，河床较陡，其间左岸纳入最大支流淮远河，其中龙桥至段家塘11千米河段，落差50余米，有落差17.6米的高坑、11.2米的幺滩两处陡坎。

### 水文气候
小安溪流域处于亚热带湿润季风气候区，年均气温17.7℃，年均降雨量在953.5至1394.1毫米之间，年降水日数在144.6至156天间，年均蒸发量1037毫米。降雨多集中在4至9月，期间降水量约占全年降水量的74.7%至76.8%，冬春季易干旱，夏秋季易洪涝，其中在铜梁旧县1870年7月19日曾测得小安溪洪峰流量4000立方米每秒。

### 自然资源
小安溪流域内土地肥沃，有锶、煤、铁和天然气等矿藏。

## 水利航运
1959至1971年间，小安溪先后建成11座闸坝，并进行河道整治，其中中游河段全部渠化，常年可通行10至20吨级船舶；下游段家塘至河口段，中洪水以上可以通航20吨级船舶。1978年又建成从濑溪河向小安溪流域调水的跃进渠工程，年调水能力1600多万立方米。彼时内河航运发达，后因在域内高坑、幺滩两处陡坎建设水电站，但未解决通航问题，加之公路运输逐渐发展，航运萎缩。
截至2005年底，流域内已建成中型水库铜梁玄天湖1座、小（一）型水库23座、小（二）型水库80座，可灌溉2.51万公顷面积，有小水电站22处，总装机容量10128千瓦；至2017年已建中小型水库126座。

## 生态环境

### 污染
小安溪流域内原先植被较差，水土流失严重，20世纪60年代后，河水污染亦日趋严重，至20世纪90年代初，河流从源头出发1千米后就开始被污染，大部分河段泡沫遍布、河水变黑、鱼虾绝迹、散发恶臭，甚至曾一度不可以用于灌溉。当时河岸沿线分布有造纸、煤炭、化工等多个行业的主要工业污染企业22家，乡镇企业1085个，每年约有1800万吨废水、1.59万吨污染物排放到河中，包括挥发酚、氨氮物、硫化物、木质素、石油类、氰化物、汞等多种污染物，悬浮物、化学耗氧量、生化需氧量严重不达标，累计等标污染负荷为99.91％，1986年4月和1994年6月，小安溪河流域曾发生过大量死鱼的事件。
2000年以来，经流域水污染综合治理，水质得到初步改善，部分河段水质由劣Ⅴ类提高到Ⅳ类，但仍因水库拦蓄影响，坝、电站和其他拦河建筑物以下河段的流量减小，又因大量农业、工业、生活废污水未经处理或处理不达标就直接排入河道，水体仍有较大污染，且因长期污染河流水环境承载能力已不足以支撑其自身，水体水动力不足，自净能力较差。2020年小安溪经流域7个重庆市控监测，断面总体水质仍为轻度污染，不过已有Ⅰ至Ⅲ类水质河段，污染源主要是畜禽养殖污染，工业污染已经较小。

### 治理
治理期间小安溪沿途各区县均有治理的举措：
- 永川区：2009年起永川区即开始建设生活污水处理厂[6]，2018年关停了永川煤矿，对小安溪流域河道完成清淤疏浚，整治各类污染源2334处并对域内养殖业、工业进行治理；此外还实施街道、工业园区级别横向生态保护补偿机制，即下游水质好，上游受偿，下游水质差，下游受偿。[7][8]
- 铜梁区：20世纪末铜梁区开始整治工作，期间整治域内工业，关闭重污染企业，截至2018年已关闭或停产38家未进行环保设备升级改造的造纸、碳酸锶企业10家，另有111家企业通过环保整改改造达标，此外对畜禽养殖场也进行了关闭整改，还完成了流域1079公里河道的清理和改造污水处理厂、修建滨河公园等工作。[5][9]
- 合川区：1999年起，合川区开始综合治理工作，包括在溪两岸在常年洪水位以上营造20至30米宽的人工混交林绿化带和在入小安溪的各自然冲沟两侧栽植10米宽绿化带、改造在坡改梯以上的山坡中下部种植经济林和果木林、设置坡面水系设施等。[10]2019年，合川区又在小安溪东岸建设截污干管工程，避免污水直排[11]，除此外还有多处污水处理项目、小安溪东岸石鼓坝段滨江带修复、小安溪干流顺溪西路段流域综合治理工程等项目[12][13]。